# سيدني فان دن بيرغ
سيدني فان دن بيرغ (بالهولندية: Sidney van den Bergh)‏ هو أستاذ جامعي وعالم فلك هولندي وكندي، ولد في 20 مايو 1929 في فاسينار في هولندا.